# Großer Preis von Südafrika 1969
Der Große Preis von Südafrika 1969 (offiziell Third AA Grand Prix of South Africa) fand am 1. März auf dem Kyalami Grand Prix Circuit in Midrand statt und war das erste Rennen der Automobil-Weltmeisterschaft 1969.

## Berichte

### Hintergrund
Das erste Rennen der Saison fand nicht wie in den beiden vorangegangenen Jahren Anfang Januar, sondern Anfang März statt. Dadurch ergab sich ein Feld aus Fahrzeugen, die als repräsentativ für die Saison angesehen werden konnten, während in den Vorjahren aufgrund der frühen Termine jeweils meist Vorjahresfahrzeuge bei diesem Grand Prix zum Einsatz gekommen waren.
Ferrari brachte nur einen Wagen an den Start, der von Chris Amon pilotiert wurde. Die übrigen namhaften Werksteams meldeten jeweils zwei Fahrer, Lotus mit Mario Andretti sogar einen dritten. Hinzu kamen einige Kundenteams, die jeweils ein bis zwei Fahrer meldeten, darunter die für den Großen Preis von Südafrika seit mehreren Jahren typischen einheimischen Teams und Fahrer, die ausschließlich bei diesem Grand Prix antraten.

### Training
Bereits im ersten Training wurde offensichtlich, wie akribisch die Konstrukteure über den Winter an der Aerodynamik der Fahrzeuge gearbeitet hatten. Neben den im Vorjahr neu eingeführten, hoch über die Heckpartie der Wagen hinausragenden Flügeln befanden sich nun an einigen Fahrzeugen zusätzlich ähnliche Konstruktionen im Bereich der Vorderachse. Während der Trainingssitzungen kam es zu einigen Problemen, die damit im Zusammenhang standen.
Jack Brabham, der sein eigenes Team von Repco- auf Ford-Cosworth-Motoren umgestellt hatte, fuhr die schnellste Rundenzeit und sicherte sich somit die Pole-Position. Jochen Rindt auf Lotus und Denis Hulme auf McLaren erreichten ebenfalls einen Startplatz in der aus drei Fahrzeugen bestehenden ersten Reihe. Mit Jackie Stewart auf Matra und Ferrari-Pilot Chris Amon, die die zweite Reihe bildeten, befanden sich fünf unterschiedliche Fahrzeuge auf den ersten fünf Startpositionen.
Die Gelegenheitsfahrer Basil van Rooyen und John Love erzielten mit den Startplätzen neun und zehn beachtliche Leistungen.
John Surtees erzielte keine gewertete Rundenzeit, wurde aber dennoch für das Rennen zugelassen und startete vom letzten Platz.

### Rennen
Brabham übernahm nach dem Start zunächst die Führung, ohne sich allerdings von seinem direkten Verfolger Stewart absetzen zu können. Es folgten Rindt, Hill, Hulme, und McLaren. Noch während der ersten Runde überholte Stewart Brabham und gab die dadurch gewonnene Führung bis ins Ziel nicht mehr ab. Brabham blieb zunächst Zweiter, bis er aufgrund eines gebrochenen Heckflügels die Box ansteuern musste. Dadurch kam Rindt zunächst auf die zweite Position, wurde jedoch kurz darauf von Graham Hill überholt und fiel kurze Zeit später auch hinter Hulme zurück.
Nach einem Duell um Platz drei zwischen Hulme und Joseph Siffert, welches Hulme für sich entschied, blieben die ersten Positionen in der zweiten Hälfte des Rennens unverändert. So gewann Stewart vor Hill und Hulme. Die restlichen Punkteplatzierungen belegten Siffert, McLaren und Jean-Pierre Beltoise.

## Meldeliste
| Team                          | Nr. | Fahrer               | Chassis            | Motor                    | Reifen |
| ----------------------------- | --- | -------------------- | ------------------ | ------------------------ | ------ |
| Gold Leaf Team Lotus          | 01  | Graham Hill          | Lotus 49B          | Ford Cosworth DFV 3.0 V8 | F      |
| Gold Leaf Team Lotus          | 02  | Jochen Rindt         | Lotus 49B          | Ford Cosworth DFV 3.0 V8 | F      |
| Gold Leaf Team Lotus          | 03  | Mario Andretti       | Lotus 49B          | Ford Cosworth DFV 3.0 V8 | F      |
| Rob Walker Racing Team        | 04  | Joseph Siffert       | Lotus 49B          | Ford Cosworth DFV 3.0 V8 | F      |
| Bruce McLaren Motor Racing    | 06  | Bruce McLaren        | McLaren M7A        | Ford Cosworth DFV 3.0 V8 | G      |
| Bruce McLaren Motor Racing    | 07  | Denis Hulme          | McLaren M7A        | Ford Cosworth DFV 3.0 V8 | G      |
| Matra International (Tyrrell) | 20  | Jackie Stewart       | Matra MS80         | Ford Cosworth DFV 3.0 V8 | D      |
| Matra International (Tyrrell) | 07  | Jackie Stewart       | Matra MS10         | Ford Cosworth DFV 3.0 V8 | D      |
| Matra International (Tyrrell) | 08  | Jean-Pierre Beltoise | Matra MS10         | Ford Cosworth DFV 3.0 V8 | D      |
| Scuderia Ferrari SpA SEFAC    | 09  | Chris Amon           | Ferrari 312 (1969) | Ferrari 255C 3.0 V12     | F      |
| Owen Racing Organisation      | 10  | John Surtees         | BRM P138           | BRM P142 3.0 V12         | D      |
| Owen Racing Organisation      | 11  | Jackie Oliver        | BRM P133           | BRM P142 3.0 V12         | D      |
| Reg Parnell Racing            | 12  | Pedro Rodríguez      | BRM P126           | BRM P142 3.0 V12         | G      |
| Motor Racing Developments     | 14  | Jack Brabham         | Brabham BT26A      | Ford Cosworth DFV 3.0 V8 | G      |
| Motor Racing Developments     | 15  | Jacky Ickx           | Brabham BT26A      | Ford Cosworth DFV 3.0 V8 | G      |
| Team Gunston                  | 16  | John Love            | Lotus 49           | Ford Cosworth DFV 3.0 V8 | D      |
| Team Gunston                  | 17  | Sam Tingle           | Brabham BT24       | Repco 620 3.0 V8         | F      |
| Team Lawson                   | 18  | Basil van Rooyen     | McLaren M7A        | Ford Cosworth DFV 3.0 V8 | D      |
| Jack Holme                    | 19  | Peter de Klerk       | Brabham BT20       | Repco 620 3.0 V8         | D      |

Anmerkungen
1. ↑  Stewart fuhr den Matra MS80 mit der Startnummer 20 nur im Training.

## Klassifikationen

### Startaufstellung
| Pos. | Fahrer               | Konstrukteur  | Zeit   | Ø-Geschwindigkeit | Start |
| ---- | -------------------- | ------------- | ------ | ----------------- | ----- |
| 01   | Jack Brabham         | Brabham-Ford  | 1:20,0 | 184,230 km/h      | 01    |
| 02   | Jochen Rindt         | Lotus-Ford    | 1:20,2 | 183,771 km/h      | 02    |
| 03   | Denis Hulme          | McLaren-Ford  | 1:20,3 | 183,542 km/h      | 03    |
| 04   | Jackie Stewart       | Matra-Ford    | 1:20,4 | 183,313 km/h      | 04    |
| 05   | Chris Amon           | Ferrari       | 1:20,5 | 183,086 km/h      | 05    |
| 06   | Mario Andretti       | Lotus-Ford    | 1:20,8 | 182,406 km/h      | 06    |
| 07   | Graham Hill          | Lotus-Ford    | 1:21,1 | 181,731 km/h      | 07    |
| 08   | Bruce McLaren        | McLaren-Ford  | 1:21,1 | 181,731 km/h      | 08    |
| 09   | Basil van Rooyen     | McLaren-Ford  | 1:21,8 | 180,176 km/h      | 09    |
| 10   | John Love            | Lotus-Ford    | 1:22,1 | 179,518 km/h      | 10    |
| 11   | Jean-Pierre Beltoise | Matra-Ford    | 1:22,2 | 179,299 km/h      | 11    |
| 12   | Joseph Siffert       | Lotus-Ford    | 1:22,2 | 179,299 km/h      | 12    |
| 13   | Jacky Ickx           | Brabham-Ford  | 1:23,1 | 177,357 km/h      | 13    |
| 14   | Jackie Oliver        | B.R.M.        | 1:24,1 | 175,249 km/h      | 14    |
| 15   | Pedro Rodríguez      | B.R.M.        | 1:25,2 | 172,986 km/h      | 15    |
| 16   | Peter de Klerk       | Brabham-Repco | 1:27,2 | 169,018 km/h      | 16    |
| 17   | Sam Tingle           | Brabham-Repco | 1:50,4 | 133,500 km/h      | 17    |
| DSQ  | John Surtees         | B.R.M.        | 1:12,8 | –                 | 18    |

### Rennen
| Pos. | Fahrer               | Konstrukteur  | Runden | Stopps | Zeit       | Start | Schnellste Runde |
| ---- | -------------------- | ------------- | ------ | ------ | ---------- | ----- | ---------------- |
| 01   | Jackie Stewart       | Matra-Ford    | 80     | 0      | 1:59:39,1  | 04    | 1:21,6 (50.)     |
| 02   | Graham Hill          | Lotus-Ford    | 80     | 0      | + 18,8     | 07    | 1:22,0           |
| 03   | Denis Hulme          | McLaren-Ford  | 80     | 0      | + 31,8     | 03    | 1:22,3           |
| 04   | Joseph Siffert       | Lotus-Ford    | 80     | 0      | + 49,2     | 12    | 1:22,4           |
| 05   | Bruce McLaren        | McLaren-Ford  | 79     | 0      | + 1 Runde  | 08    | 1:23,1           |
| 06   | Jean-Pierre Beltoise | Matra-Ford    | 78     | 0      | + 2 Runden | 11    | 1:24,3           |
| 07   | Jackie Oliver        | B.R.M.        | 77     | 0      | + 3 Runden | 14    | 1:25,3           |
| 08   | Sam Tingle           | Brabham-Repco | 73     | 0      | + 7 Runden | 17    | 1:28,0           |
| –    | Peter de Klerk       | Brabham-Repco | 67     | 1      | NC         | 16    | 1:29,3           |
| –    | Jochen Rindt         | Lotus-Ford    | 44     | 0      | DNF        | 02    | 1:22,6           |
| –    | John Surtees         | B.R.M.        | 40     | 0      | DNF        | 18    | 1:24,6           |
| –    | Pedro Rodríguez      | B.R.M.        | 38     | 0      | DNF        | 15    | 1:27,0           |
| –    | Chris Amon           | Ferrari       | 34     | 0      | DNF        | 05    | 1:23,3           |
| –    | Jack Brabham         | Brabham-Ford  | 32     | 1      | DNF        | 01    | 1:22,5           |
| –    | Mario Andretti       | Lotus-Ford    | 31     | 0      | DNF        | 06    | 1:22,7           |
| –    | John Love            | Lotus-Ford    | 31     | 0      | DNF        | 10    | 1:24,7           |
| –    | Jacky Ickx           | Brabham-Ford  | 20     | 0      | DNF        | 13    | 1:24,2           |
| –    | Basil van Rooyen     | McLaren-Ford  | 12     | 0      | DNF        | 09    | 1:24,6           |

## WM-Stände nach dem Rennen
Die ersten sechs des Rennens bekamen 9, 6, 4, 3, 2, 1 Punkt(e). Die besten fünf Ergebnisse der ersten sechs und die besten vier der letzten fünf Rennen zählten zur Meisterschaft. In der Konstrukteurswertung zählten dabei nur die Punkte des bestplatzierten Fahrers eines Teams.

### Fahrerwertung
| Pos. | Fahrer               | Konstrukteur  | Punkte |
| ---- | -------------------- | ------------- | ------ |
| 01   | Jackie Stewart       | Matra-Ford    | 9      |
| 02   | Graham Hill          | Lotus-Ford    | 6      |
| 03   | Denis Hulme          | McLaren-Ford  | 4      |
| 04   | Joseph Siffert       | Lotus-Ford    | 3      |
| 05   | Bruce McLaren        | McLaren-Ford  | 2      |
| 06   | Jean-Pierre Beltoise | Matra-Ford    | 1      |
| 07   | Jackie Oliver        | B.R.M.        | 0      |
| 08   | Sam Tingle           | Brabham-Repco | 0      |
| –    | Peter de Klerk       | Brabham-Repco | 0      |

| Pos. | Fahrer           | Konstrukteur | Punkte |
| ---- | ---------------- | ------------ | ------ |
| –    | Jochen Rindt     | Lotus-Ford   | 0      |
| –    | John Surtees     | B.R.M.       | 0      |
| –    | Pedro Rodríguez  | B.R.M.       | 0      |
| –    | Chris Amon       | Ferrari      | 0      |
| –    | Jack Brabham     | Brabham-Ford | 0      |
| –    | Mario Andretti   | Lotus-Ford   | 0      |
| –    | John Love        | Lotus-Ford   | 0      |
| –    | Jacky Ickx       | Brabham-Ford | 0      |
| –    | Basil van Rooyen | McLaren-Ford | 0      |

### Konstrukteurswertung
| Pos. | Konstrukteur | Punkte |
| ---- | ------------ | ------ |
| 01   | Matra-Ford   | 9      |
| 02   | Lotus-Ford   | 6      |
| 03   | McLaren-Ford | 4      |
| 04   | B.R.M.       | 0      |

| Pos. | Konstrukteur  | Punkte |
| ---- | ------------- | ------ |
| 05   | Brabham-Repco | 0      |
| –    | Ferrari       | 0      |
| –    | Brabham-Ford  | 0      |